# Mensú
Mensú est le nom donné au travailleur rural de la forêt dans la région du Paraguay et les provinces argentines de Corrientes et Misiones, et en particulier au travailleur des plantations de yerba mate. Le terme, d'origine guaraní, provient du mot espagnol « mensuel », lié à la fréquence de paiement du salaire. Historiquement, le travail du mensú a été assimilé à un régime de servage ou d'esclavage.

## Caractéristiques
À partir de la fin du XIXe siècle ont été établies au Paraguay et dans le nord-est argentin des plantations de yerba mate qui ont imposé des régimes de travail forcé, avec des conditions ouvertement esclavagistes. Les mensús étaient recrutés par des entrepreneurs à des postes placés à proximité des ports fluviaux, puis transportés aux plantations où ils étaient installés dans des cabanes inhabitables. En utilisant des mécanismes d'endettement frauduleux, moyennant la vente monopolistique de nourriture et des prêts usuraires, les entreprises plaçaient le mensú dans une situation de débiteur permanent afin de ne pas payer de salaires. Ainsi les mensús se voyaient obligés à continuer à travailler jusqu'à l'annulation de leurs dettes. Les tentatives d'abandonner les plantations étaient punies de coups ou de mort. Le viol des femmes des mensús par les contremaîtres et gérants des plantations était également une pratique habituelle.
À partir du gouvernement de Hipólito Yrigoyen (Union Civique Radicale) en 1916, les mensús en Argentine ont commencé à avoir une certaine liberté pour s'organiser syndicalement, ce qui a donné lieu dans les années 1920 à de grandes luttes, à des grèves et à des répressions sanglantes dans la zone du Haut Parana.
Avec l'arrivée du péronisme en 1946 et l'organisation d'un vaste réseau de police du travail, les entreprises qui utilisaient la main d'œuvre esclave du mensú se sont faites plus rares jusqu'à disparaître pratiquement et être remplacées par les modernes plantations, dans lesquelles les conditions de travail sont variables, mais où on n'observe plus de conditions d'esclavage.

## Mentions dans la culture populaire
L'écrivain argentin Alfredo Varela a écrit en 1943 un fameux roman intitulé Le fleuve sombre, sur les conditions de travail et la lutte des mensús. Ce roman a été porté à l'écran avec le film Le fleuve de sang (1952), réalisé par Hugo del Carril, qui y joue également le rôle principal.
L'écrivain paraguayen Augusto Roa Bastos a écrit le livre de nouvelles Le tonnerre dans les feuilles, également sur les conditions d'exploitation des mensús et d'autres travailleurs du Paraguay. Cette nouvelle a inspiré le film éponyme (1958), réalisé par Armando Bó, qui a signé les débuts au cinéma de l'actrice érotique argentine Isabel Sarli.
L'écrivain, éducateur, journaliste, activiste social et syndicaliste paraguayen Francisco Gaona a écrit, dans son livre Introduction à l'Histoire Corporatiste et Sociale du Paraguay, qu'ils étaient embauchés dans les tribunaux comme des choses, comme des esclaves. Jusqu'à trois ou quatre familles étaient logées dans des petites granges misérables. Les épouses de ces travailleurs étaient prostituées et vendues au plus offrant. Les célibataires dormaient par terre, dehors, sous des abris car il n'y avait pas la place de les loger dans les granges et il devaient supporter les rigueurs du climat. Ils étaient infestés par des insectes de la région tels que le tunga penetrans, et souffraient de tuberculose, paludisme, syphilis, etc. On y travaillait du lever au coucher du soleil sans interruption et sans relais, à l'aube, sous la pluie, même les enfants. Ils étaient obligés à acquérir leurs biens de consommation dans les magasins de la même entreprise, qui fixait des prix démesurés pour les soumettre à la condition d'éternels débiteurs. On leur cuisinait dans des bidons de kérosène rouillés ce qui était pompeusement désigné comme de la nourriture, qui ne suffisait pas pour tous et, s'ils osaient en prendre plus, ils étaient punis avec sévérité. Ils étaient traités comme des bêtes, ils vivaient et mouraient presque tous analphabètes.
L'écrivain espagnol Rafael Barrett a développé la plus grande partie de sa production littéraire au Paraguay. Il a publié en 1908 une série d'articles dans un quotidien en dénonçant la situation dans les yerbales (plantations de yerba mate) et à partir de 1910 ces articles furent édités en un volume, intitulé Ce que sont les Yerbales Paraguayens, où il accusait les entrepreneurs sans scrupule pour la triste et misérable exploitation des peones yerbateros qui n'avaient d'autre sort que l'esclavage, le tourment et l'assassinat. Il y décrivait l'absence de dialogue et la violence physique constante au moyen du fouet; le contremaître se faisait appeler Dieu. Lentement ces hommes, femmes et enfants étaient dépouillés de tout trait d'humanité. Et il était très rare qu'un peón arrivât à un âge avancé en raison de la vie qu'il avait.
L'écrivain uruguayen Horace Quiroga qui a vécu longtemps à Misiones a aussi écrit plusieurs nouvelles consacrées au mensú. L'une d'elles, intitulée Les Mensú, figure dans son livre Contes d'amour de folie et de mort (1918). En 1939, Mario Soffici a réalisé le film Prisonniers de la terre, inspiré par trois contes d'Horace Quiroga, Une gifle, Un peón et Les distillateurs d'oranges adaptés par Ulyses Petit de Murat et Darío Quiroga. Le film à fort contenu social traite de l'exploitation du mensú et se déroule en 1915.
Le chanteur folklorique argentin Ramón Ayala a composé une fameuse galopa (ancienne danse de la région) intitulée Le Mensú. La première strophe dit:
Forêt... Nuit... Lune
Peine dans le yerbal
Le silence vibre
Dans la solitude,
Et le pouls de la montagne
Brise la quiétude
Avec le chant triste
Du pauvre mensú.
Dans un récent entretien, le musicien Josuelo Schuap y réfléchissait par ces mots:

« Un sujet représentatif de notre province et, je crois, une des chansons qui, parce qu'elle parle du travailleur, est l'un des sujets les plus importants de notre discographie. Elle parle de celui qui moissonne la yerba, qui laisse son sang dans cette terre pour qu'ensuite, avec le temps, nous découvrions qu'il y a des mensus non seulement dans le yerbal mais aussi à Buenos Aires, lorsqu'on voit les ramasseurs de cartons qui vivent de la même manière et relèvent du même concept que le mensu de Misiones. Nous pouvons voir des chauffeurs de taxis qui vivent comme le mensú, des maîtres d'école et des secrétaires qui ont l'air conditionné mais sont la même chose, par leur rémunération et leur vie, parfois le mensú a aussi un sac et une cravate. Surtout nous croyons que la yerba, qui est le produit de notre province et est payée la misère de 16 centimes le kilo de feuille verte, se reproduit sous d'autres latitudes et dans d'autres domaines professionnels. »